# Apogon cyanosoma
Apogon cyanosoma – ryba morska z rodziny apogonowatych. Hodowana w akwariach morskich. 
Występowanie: Morze Czerwone, Ocean Indyjski i zachodni Ocean Spokojny do Nowej Kaledonii.

## Opis
Zamieszkują rafy na głębokościach od 1–50 m. Osiągają ok. 8 cm długości.